# Cena Jaroslava Herdena
Cena Jaroslava Herdena je ocenění udělované od roku 2010 Společností pro hudební výchovu České republiky pod záštitou Ministerstva školství, mládeže a tělovýchovy České republiky. Laureáty této ceny jsou zejména hudební pedagogové a umělci, kteří svou dlouholetou činností významně přispěli k propagování předmětu hudební výchova jak po stránce odborné, tak i společenské.

## Držitelé ocenění
- 2024: Alena Hejlová a Ladislav Hejl (sbormistři, Mnichovo Hradiště), Jaromír Synek (vysokoškolský pedagog, Olomouc), Alena Sobotková (sbormistryně, Liberec), Petr Hanousek (klavírní pedagog), Jiří Pavlica (hudebník), Lubor Bořek (hudební pedagog, Police nad Metují).[2]
- 2023: Rafaela Drgáčová, Vladimír Fiedler, Petr Janda, Liana Jíchová, Vladimír Mišík, Jiří Tichota, Petr Ulrych[3]
- 2022: Marko Ivanovič, Petr Kadlec, Marie Minaříková, Zdena Zaviačičová, Jana Žižková
- 2021: Lukáš Hurník, Jaroslav Krček, Josef Krček, Wolfgang Mastnak, Eva Moučková, Alena Tichá
- 2020: Dana Hodačová[4], Svatopluk Matějka[4], Jitka Molavcová, František Sedlák in memoriam, Petr Skoumal in memoriam, Jiří Suchý, Jan Vodňanský
- 2019: Jindřiška Bohatová, Marie Nováková, Zdeněk Svěrák, Jaroslav Uhlíř
- 2018: Přemysl Kočí, Jarmila Kotůlková, Anna Velanová
- 2017: Ida Kelarová, Pavel Kratochvíl, Eva Kröschlová, Irena Kršková
- 2016: Anna Kobrlová, Vlastimil Kobrle, Lenka Pospíšilová, Jana Sečanská
- 2015: Belo Felix, Karel Horňák, Eva Štrausová
- 2014: Hana Halíková, Jitka Špittová, Miroslav Střelák, Irena Medňanská, Alberto Alvarado Reyes
- 2013: Božena Viskupová, Tomáš Fiala, Jaroslav Koutský, Petr Jistel in memoriam
- 2012: Josef Říha, Adolf Škarda
- 2011: Věra Číhalová, Pavel Jurkovič
- 2010: Jaroslav Číhal